# Dimitrij Jevstignejevič Bakanov
‎
Dmitrij Jevstignejevič Bakanov, sovjetski (ruski) general in heroj Sovjetske zveze, * 1. junij 1898, Moskva, † 6. maj 1989, Moskva.

## Življenjepis
Pred rusko revolucijo je končal osnovno šolanje. Med letoma 1911 in 1917 je delal kot kurir v trgovini v Omsku. 
Med letoma 1917 in 1918 je bil pripadnik Imperialne ruske vojske. Leta 1919 je vstopil v Rdečo armado, v kateri je ostal leta 1935. Med letoma 1919 in 1922 je sodeloval v bojih v Sibiriji, Mongoliji in Altajskem gorovju. Leta 1929 je končal napredne šolske tečaje za poveljnike.  
Februarja 1935 je izstopil iz Rdeče armade in postal višji inšpektor v Voronežu za konjerejo in srednje šole. Junija 1941 je ponovno vstopil v Rdečo armado. Od novembra 1941 do 1943 je sodeloval v bojih, sprva kot pomočnik poveljnika, nato pa poveljnik polka, pomočnik poveljnika in nato poveljnik strelske divizije. Leta 1943 je končal štirimesečno pripravljalno šolanje na Vojaški akademiji Vorošilov. 29. maja 1945 je prejel naziv heroja Sovjetske zveze za dobro vodenje delov divizije v bitki za Berlin.
Leta 1952 je končal popolno šolanje na Vojaški akademiji Vorošilov, nakar je leta 1956 izstopil iz oboroženih sil. 
Umrl je 6. maja 1989; pokopan je v Moskvi.    

## Odlikovanja
- heroj Sovjetske zveze: 29. maj 1945 (№ 5798)
- 2x red Lenina: 29. maj 1945 in 1951
- 4x red rdeče zastave: 1943, 2x 1944, 1956
- red Suvorova 2. stopnje: 1944
- red Borisa Hmelnickega 2. stopnje: 1945
- red domovinske stopnje 1. stopnje: 1985
- znamenje časti: 1967
- medalja »Za obrambo Stalingrada«
- medalja »Za zavzetje Berlina«
- medalja »Za osvoboditev Varšave«
- medalja »Za Varšavo« (Poljska)